# Santa Teresa dello Scalone
Santa Teresa dello Scalone  era uma capela conventual que ficava localizada no antigo Vicolo dello Scalone (nº 12), atual Vicolo Scanderbeg, no rione Trevi de Roma. Era dedicada a Santa Teresa de Jesus.

## História
Em 1860, os carmelitas descalços mudaram o generalato (sede internacional) de sua ordem de Santa Teresa a Monserrato para o local em 1860 e construíram ali um convento com uma capela que era aberta ao público. Porém, apenas dez anos depois elas foram despejadas quando o governo italiano sequestrou todas as propriedades conventuais em Roma depois de capturar a cidade. Numa situação pouco usual, os frades se juntaram e conseguiram recomprar a propriedade em 1884, mas só permaneceram ali por dezoito anos. O generalato se mudou para uma nova sede, mais confortável, no convento ligado à nova igreja de Santa Teresa d'Avila, inaugurada em 1902. A capela foi abandonada e provavelmente demolida logo depois.
Segundo um curto relato da época, a capela ou tinha tinha três altares dedicados a Nossa Senhora do Carmo, Santa Teresa e São João da Cruz ou um altar com tripla dedicação.